# Egerton (Kent)
Egerton es una parroquia civil del distrito de Ashford, en el condado de Kent (Inglaterra), y uno de los pueblos que se ubican dentro de su límite.

## Geografía
Según la Oficina Nacional de Estadística británica, Egerton tiene una superficie de 12,38 km².

## Demografía
Según el censo de 2001, Egerton tenía 1104 habitantes (48,19% varones, 51,81% mujeres) y una densidad de población de 89,18 hab/km². El 17,93% eran menores de 16 años, el 74,82% tenían entre 16 y 74 y el 7,25% eran mayores de 74. La media de edad era de 41,95 años. Del total de habitantes con 16 o más años, el 21,85% estaban solteros, el 62,03% casados y el 16,11% divorciados o viudos.
El 97,09% de los habitantes eran originarios del Reino Unido. El resto de países europeos englobaban al 0,45% de la población, mientras que el 2,45% había nacido en cualquier otro lugar. Según su grupo étnico, el 98,82% eran blancos, el 0,36% mestizos, el 0,27% asiáticos, el 0,27% negros y el 0,27% de cualquier otro salvo chinos. El cristianismo era profesado por el 80,15%, el budismo por el 0,27% y cualquier otra religión, salvo el hinduismo, el judaísmo, el islam y el sijismo, por el 0,63%. El 10,88% no eran religiosos y el 8,07% no marcaron ninguna opción en el censo.
556 habitantes eran económicamente activos, 543 de ellos (97,66%) empleados y 13 (2,34%) desempleados. Había 445 hogares con residentes, ninguno vacío y 6 eran alojamientos vacacionales o segundas residencias.